# نيشان ماناس
نيشان ماناس هو ثاني أعلى الأوسمة والنياشين في قيرغيزستان، والذي يمنحه رئيس قيرغيزستان. تأسس النظام للأشخاص لخدماتهم المتميزة لصالح دولة قيرغيزستان.
أنشئ نيشان ماناس في عام 1996، ومُنح لأول مرة في 4 فبراير 1997. ويُمنح نيشان ماناس في ثلاث درجات.
| درجة التكريم                  | شارة النيشان |
| ----------------------------- | ------------ |
| نيشان ماناس من الدرجة الأولى  |              |
| نيشان ماناس من الدرجة الثانية |              |
| نيشان ماناس من الدرجة الثالثة |              |

## أبرز الحاصلين على النيشان
| التاريخ        | اسم الحاصل على النيشان | الدولة        | ملاحظات                                                           |
| -------------- | ---------------------- | ------------- | ----------------------------------------------------------------- |
| 1 ديسمبر 2011  | المزبك أتامباييف       | قيرغيزستان    | رئيس قيرغيزستان السابق.                                           |
| 2015           | سورونباي جينبيكوف      | قيرغيزستان    | رئيس قيرغيزستان.                                                  |
| 1997           | سوبوبك بيجالييف        | قيرغيزستان    | مؤسس مجلس شعب جمهورية قيرغيزستان.                                 |
|                | أبيبيلا كودايبيردييف   | قيرغيزستان    | وزير الدفاع السابق في قرغيزستان.                                  |
| 13 يونيو 2019  | شي جين بينغ            | الصين         | لأمين العام للحزب الشيوعي الصيني ورئيس جمهورية الصين الشعبية.     |
| 22 نوفمبر 2017 | فلاديمير بوتين         | روسيا         | رئيس روسيا.                                                       |
|                | نور سلطان نزارباييف    | كازاخستان     | أول رئيس لكازاخستان.                                              |
|                | كوفي عنان              | الأمم المتحدة | الأمين العام السابق للأمم المتحدة آنذاك.                          |
|                | كولويبا كوندوشالوفا    | قيرغيزستان    | مدرسة قرغيزستانية سوفيتية وسياسية ووزيرة ثقافة قيرغيزستان.        |
|                | سابار إيزاكوف          | قيرغيزستان    | رئيس وزراء قيرغيزستان السابق.                                     |
|                | تورداكون أوسوبالييف    | قيرغيزستان    | السكرتير الأول السابق للجنة المركزية للحزب الشيوعي في قيرغيزستان. |